# Autoridad Independiente de Protección del Informante

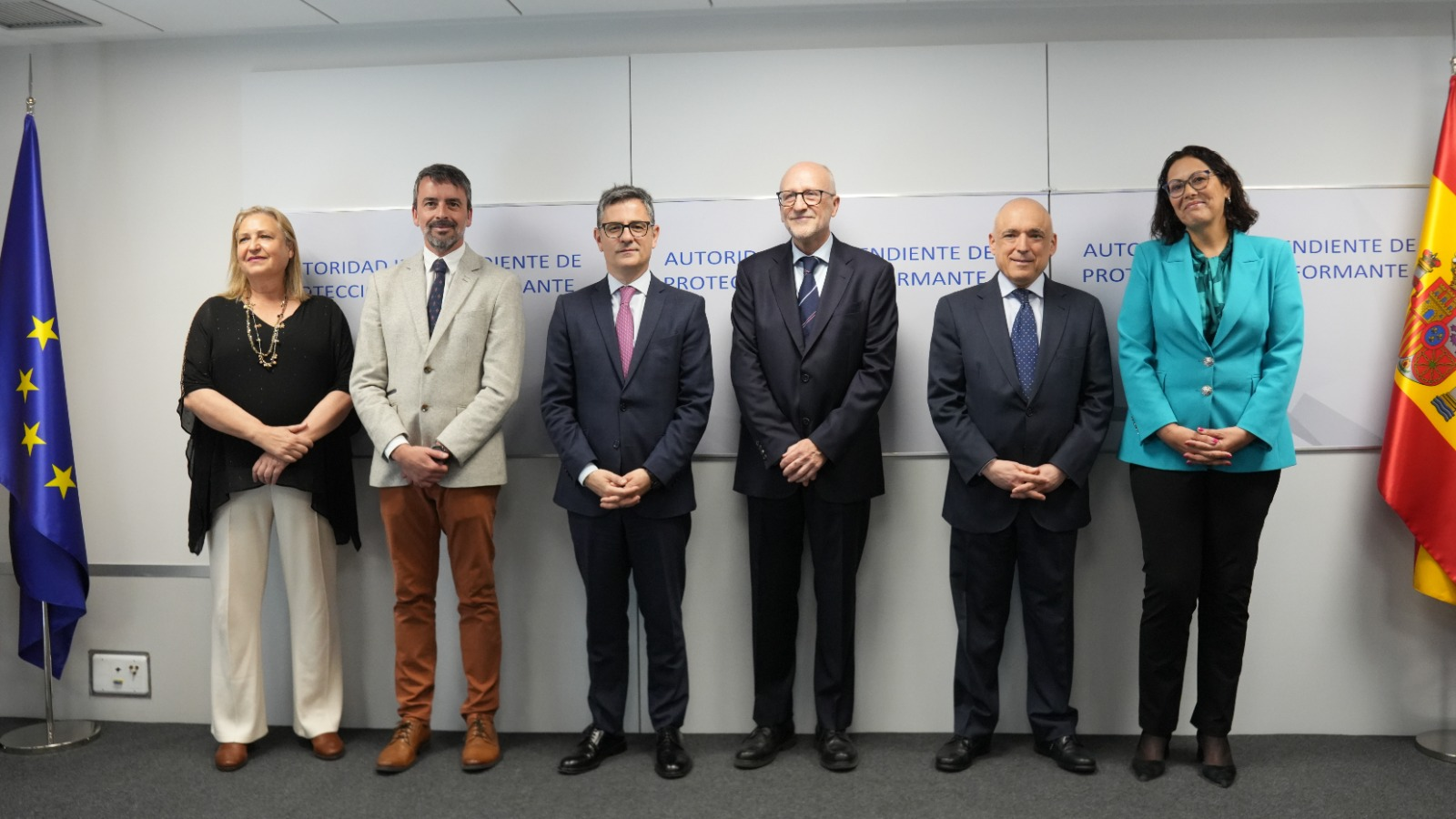
Foto de las autoridades asistentes a la toma de posesión del primer presidente de la AIPI, Manuel Villoria.

La Autoridad Independiente de Protección del Informante (AIPI) es un organismo público español, de carácter independiente, encargado de la aplicación a nivel nacional de la Ley de protección del informante para garantizar la protección de la persona informante, luchar contra la corrupción y coordinarse con otros organismos públicos similares.
Desde abril de 2025, la Autoridad está encabezada por Manuel Villoria Mendieta.

## Atribuciones
La Ley 2/2023, de 20 de febrero, reguladora de la protección de las personas que informen sobre infracciones normativas y de lucha contra la corrupción, atribuye a esta autoridad:
- La gestión del canal externo de comunicaciones.
- La adopción de las medidas de protección al informante previstas en su ámbito de competencias.
- Informar preceptivamente los anteproyectos y proyectos de disposiciones generales que afecten a su ámbito de competencias y a las funciones que desarrolla.
- La tramitación de los procedimientos sancionadores e imposición de sanciones por las infracciones previstas en la Ley de protección del informante, en su ámbito de competencias.
- El fomento y promoción de la cultura de la información.

## Organización
La AIPI se estructura mediante dos órganos principales, la Presidencia y la Comisión Consultiva de Protección del Informante.

### Presidencia y estructura administrativa
La Presidencia de la Autoridad Independiente de Protección del Informante, con rango de Subsecretaría, es el órgano ejecutivo del organismo, ejerciendo su representación y dirigiendo los servicios administrativos de este. Se trata de un cargo de nombramiento real, mediante Real Decreto del Consejo de Ministros, a propuesta del ministro de Justicia, y con el consentimiento expreso del Congreso de los Diputados. Su mandato es de cinco años, sin posibilidad de renovación.
La presidencia se organiza de la siguiente forma:
- El Departamento de Protección del Informante, que gestiona directamente el canal externo de comunicaciones, adopta las medidas de protección y apoyo necesarias, da publicidad a los procedimientos y gestiona las bases de datos, así como cualquier otra que el delegue la Presidencia.
- El Departamento de Seguimiento y Régimen Sancionador, que tramita los procedimientos sancionadores y relacionados, elabora circulares y recomendaciones para unificar prácticas y criterios, elabora los informes sobre anteproyectos y proyectos que alteren las funciones y competencias de la Autoridad, así como la memoria anual, y cualquier otra que el delegue la Presidencia. También ejerce la secretaría de la Comisión Consultiva de Protección del Informante.
- La Gerencia, que dirige los servicios comunes del organismo para su correcto funcionamiento.

### Comisión Consultiva de Protección del Informante
La Comisión Consultiva de Protección del Informante es un órgano colegiado de asesoramiento a la Presidencia de la AIPI. Está integrada por representantes, con nivel mínimo de director general, del Tribunal de Cuentas, del Consejo de Transparencia y Buen Gobierno, de la Oficina Independiente de Regulación y Supervisión de la Contratación, de la Autoridad Independiente de Responsabilidad Fiscal, del Banco de España, de la Comisión Nacional del Mercado de Valores, de la Comisión Nacional de los Mercados y la Competencia, de la Abogacía General del Estado, de la Oficina Nacional de Auditoría de la Intervención General de la Administración del Estado, de la Agencia Estatal de Administración Tributaria y del Ministerio de la Presidencia, Justicia y Relaciones con las Cortes.